# Niphargus stebbingi
Niphargus stebbingi is een vlokreeftensoort uit de familie van de Niphargidae. De wetenschappelijke naam van de soort is voor het eerst geldig gepubliceerd in 1929 door Cecchini.